# Национальный научно-исследовательский институт
Национальный научно-исследовательский институт (фр. Institut national de la recherche scientifique) — исследовательски ориентированное подразделение Университета Квебека, которое предлагает только программы на уровне получения степени магистра или доктора наук. ННИИ проводит исследования в четырёх главных отраслях науки: вода, Земля и окружающая среда, энергия, материалы и телекоммуникации; здоровье человека, животных и окружающая среда; урбанизация, культура и общество.
Институт имеет отделения в Квебеке, Монреале, Лавале.

## Программы
- Национальный институт научно-исследовательский научному предлагает программы обучения:
  - Вода, Земля и экология
- магистр наук о воде
- доктор наук о воде
- магистр наук о Земле
- магистр наук о Земле — экологические технологии
- доктор наук о Земле
  - Энергии, материалов и Телекоммуникации
- магистр в области энергетики и материаловедения
- доктор в области энергетики и материаловедения
- магистр в области телекоммуникаций

+ Объединенной сети ИТ
- доктор в области телекоммуникаций
- магистр в области телекоммуникаций
  - Институт Арманда Фрапфьера
- магистр экспериментальных наук здоровья
- магистр прикладной микробиологии
- магистр в области вирусологии и иммунологии
- доктор вирусологии и иммунологии
- доктор биологии
  - Урбанизация, культура и общество
- магистр в городских исследований
- доктора в городских исследований
- магистр демографии
- доктор в городских исследованиях
- магистр в практических исследованиях и общественной деятельности